# Eva McKee
Pour les articles homonymes, voir McKee.
Eva McKee, née le 28 juillet 1890 à Belfast et morte en 1955, est une artiste et designer irlandaise.
Elle est connue pour son implication dans l'Irish Decorative Art Association. Elle a créé des objets décorés de motifs celtiques dans une variété de support, y compris de la maroquinerie, des bijoux, du bois peint, de la broderie, de la céramique, du métal repoussé ou bois d'impression,.

## Biographie
Eva Kathleen McKee est née le 28 juillet 1890, au 32 Lothair Avenue, à Belfast. Ses parents étaient Henry James McKee, constructeur, et Jane McKee (née Grogan). Elle a commencé à travailler à l'Irish Decorative Art Association (IDAA) dans les années 1910, une organisation de Belfast sur l'artisanat, et plus tard, une société coopérative fondée par Mina Robinson. Tout en travaillant à le IDAA, elle assiste à des cours du soir à la Belfast School of Art.

### Carrière
Après la Première Guerre mondiale, Eva McKee contribue à la renaissance de l'IDAA avec Eveline McCloy, travaillant au studio de 35 Wellington Place. McKee expose à la 6e exposition de la Arts and Crafts Society of Ireland à Dublin et à Cork, en 1921. Elle devient l'un des membres de la Guild of Irish Art-Workers en 1925. Pendant les années 1920, son travail est présente dans toutes les grandes expositions d'art et d'artisanat d'Irlande. Elle gagne une médaille en 1922 à l'exposition Tailteann à Dublin pour sa maroquinerie décorative et sa poterie. McKee et McCloy ont toutes deux travaillé dans un style de renouveau celtique, produisant un important corpus d’œuvres sur divers supports, qui deviendra emblématique de l'IDAA au début du 20e siècle.
Elle est considérée comme ayant la plus forte style artistique, et créé la plupart des dessins du studio, en particulier en poterie et pour les impressions. Elle utilise des poteries blanches fabriquées en usine telles que celles de Belleek Pottery ou de Wedgwood, qu'elle décore avec des motifs celtiques originaux de couleurs vives comme le bleu profond et le jaune brillant. Ces poteries sont des cruches, bols, chandeliers et même des carreaux de céramique et des broches. Les impressions produites par l'IDAA comprennent des marque-pages, des ex-libris, des cartes de vœux, des calendriers, et mettent en avant plus de motifs celtiques avec des paysages et des thèmes sur les fées. Ces dessins sont tirés des manuscrits illustrés traditionnels irlandais. McKee les signent avec son nom en irlandais : Aoife McAoda. Certains de ses dessins qui présentait des oiseaux comportent des éléments Art nouveau,.
Eva McKee a également produit un grand nombre de dessins de bijoux, qui ont ensuite été exécuté localement par des artisans de Belfast. Ces modèles présente des entrelacs et des motifs en spirale celtes mélangés avec des motifs de feuilles d'arbre des mouvements d'art et d'artisanat anglais. Parmi les éléments qu'elle a conçu on trouve des colliers, des boucles d'oreilles, des pendentifs et des bagues utilisant l'émail, la céramique ou les pierres précieuses. Eva McKee était aussi connue pour sa maroquinerie décoratives, mettant également en avant des motifs celtiques. Un exemple est sa couverture de livre pour un volume de poésie de George William Russell, qui a été exposée à l'exposition  Tailteann de 1924. McKee et McCloy ont également créé ensemble une gamme de produits à usage domestique, utilisant des boiseries décorées, de la broderie, de l'émail, et du métal repoussé. Dans les années 1920, McKee dispose d'un espace de vente au détail à Belfast, qui continue à commercer jusque dans les années 1960.

### Fin de vie
À partir de 1933, McKee et McCloy arrêtent d'utiliser l'IDAA, un nom alors exclusivement associés à leur travail. Le duo installe son studio de Donegall Place et poursuit son partenariat jusqu'aux années 1950.McKee meurt à Belfast en 1955. Une collection importante de son œuvre est à la Linen Hall Library de Belfast et à la John J. Burns Library du Boston College, où son travail a été exposé.